# ديفيد هال (سياسي)
ديفيد هال (بالإنجليزية: David Hall)‏ هو سياسي أسترالي، ولد في 5 مارس 1874 في أستراليا، وتوفي في 6 سبتمبر 1945 في أستراليا. حزبياً، نشط في حزب العمال الأسترالي. وقد انتخب عضو الجمعية التشريعية نيو ساوث ويلز.